# حاملة الطائرات فوجیان
حاملة الطائرات فوجیان (بالصينية: 福建舰، بينيين: Fújiàn Jiàn) أو حاملة الطائرات طراز 003 سابقًا، هي ثالث حاملة طائرات في برنامج البحرية الصينية الحديثة وهي من الجيل الثاني وأول حاملة من «طراز 003» من حاملات الطائرات الصينية. تمثل هذه الحاملة قفزة نوعية للبحرية الصينية، فهي أول تصميم محلي بالكامل قادر على إطلاق الطائرات بنظام الإطلاق بالمجنزرة البخارية (CATOBAR)، على عكس الحاملتين السابقتين لياونينغ وشاندونغ (من طراز 002 المُعدّلة عن تصميم الأميرال كوزنستوف السوڤيتية) اللتين اعتمدتا على نظام الإطلاق بالقفز المنحدر (STOBAR).
أُطلقت فوجيان من حوض بناء السفن جيانغنان في 17 يونيو 2022م، وبدأت تجاربها البحرية في مايو 2024م، لتنضم إلى أسطول البحرية التابعة لجيش التحرير الشعبي (PLAN). يُذكر أن المحلل العسكري روبرت فارلي توقع عام 2019م أن تصبح «أكبر وأكثر حاملات الطائرات تطورًا على مستوى العالم خارج الولايات المتحدة»، مما يعكس التقدم التكنولوجي الصيني في هذا المجال.